# Chlastawa (Zbąszynek)
Chlastawa (deutsch Chlastawe/Klastawe) ist ein Dorf in der Gemeinde Zbąszynek im Powiat Świebodziński der polnischen Woiwodschaft Lebus und liegt etwa 1 Kilometer westlich von der Stadt Zbąszynek. Das Dorf hat etwa 154 Einwohner.

## Geschichte
Das Dorf Chlastawa gehörte zunächst zur Woiwodschaft Posen im Herzogtum Großpolen der polnisch-litauischen Adelsrepublik und gelangte infolge der zweiten Teilung Polens 1793 zum Königreich Preußen. Dabei ordnete man das Dorf dem Kreis Meseritz in der Provinz Südpreußen zu, die aus dem annektierten polnischen Gebiet entstanden war. Im Jahr 1807 wurde das polnische Herzogtum Warschau gegründet und das Dorf in den Kreis Międzyrzecki (deutsch Meseritz) des Departements Posen aufgenommen. Mit dem Wiener Kongress 1815 gelangte das Dorf erneut unter preußische Herrschaft und war bis 1945 Teil des Kreises/Landkreises Meseritz der Provinz Posen/Grenzmark Posen-Westpreußen. 
Seither liegt das Dorf Chlastawa in der Republik Polen, bis 1975 innerhalb des Powiats Międzyrzecki und anschließend als Teil des Powiats Świebodziński.

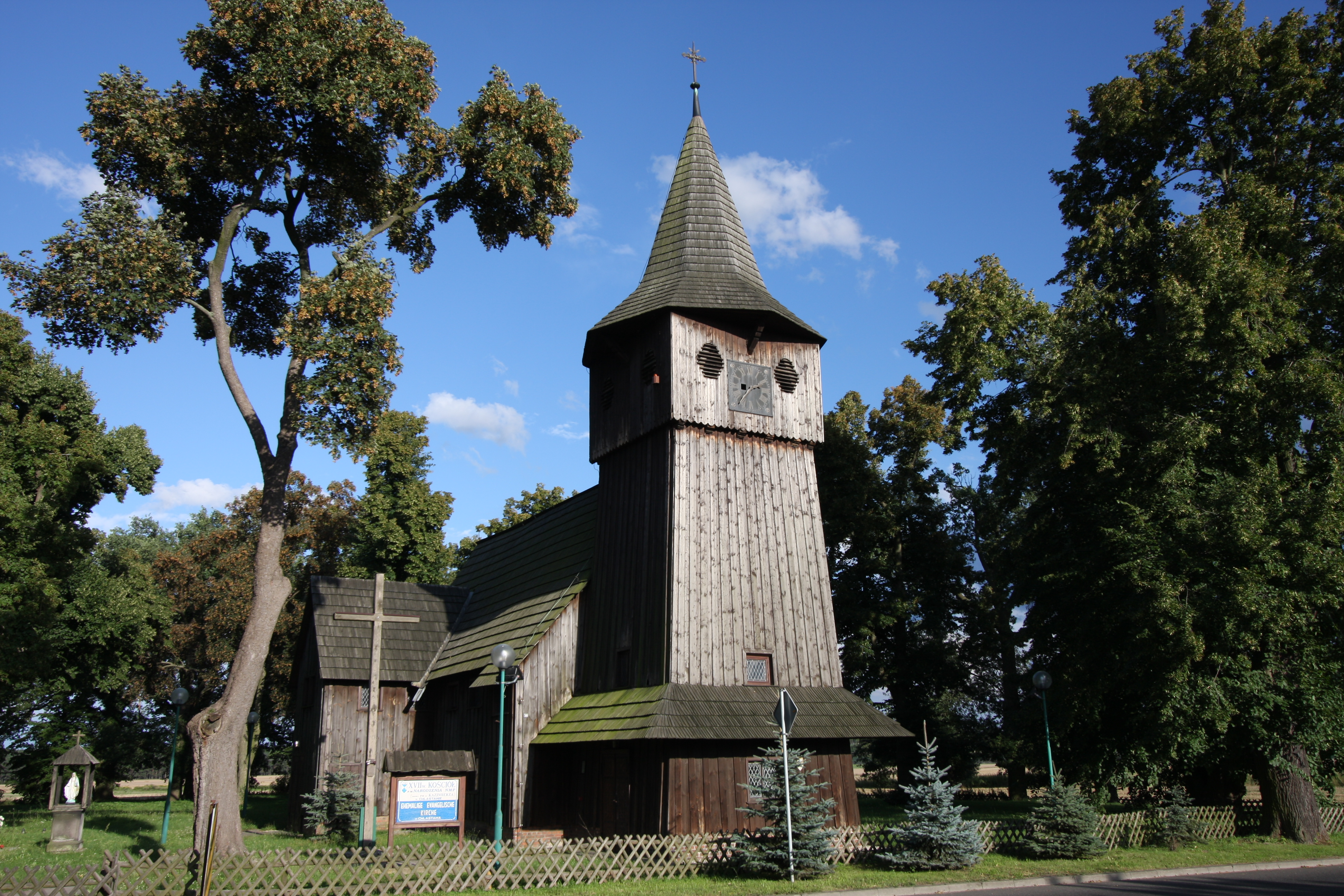
Katholische Kirche Chlastawa

## Sehenswürdigkeiten

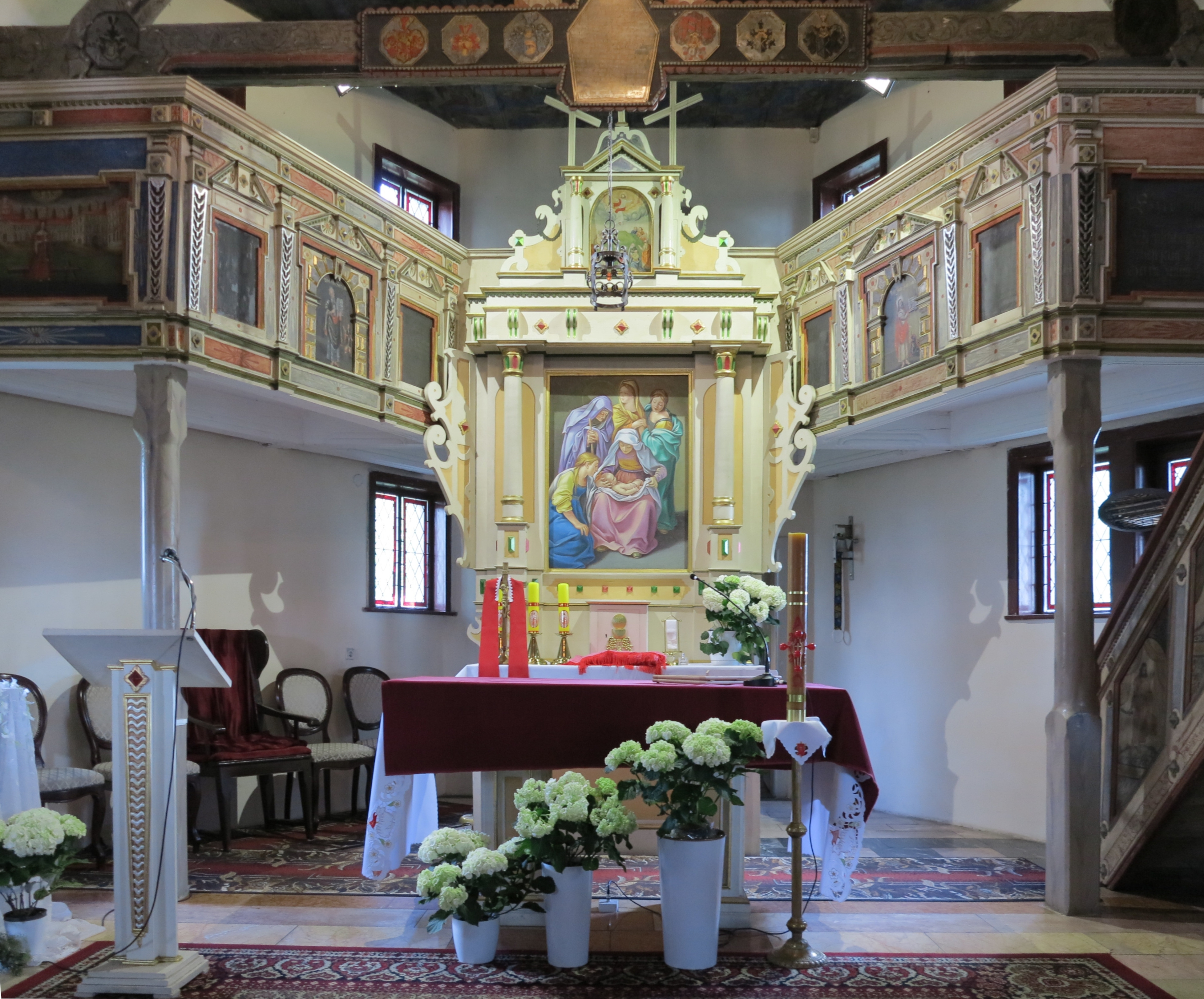
Blick in den Altarraum, Foto April 2025

- Blick in den Altarraum, Foto April 2025katholische Holzkirche „Geburt der Seligen Jungfrau Maria“ (errichtet 1637, bis 1945 evangelische Kirche, 2014 Dachsanierung durch Spenden)[5]